# Julianów (gmina Piaseczno)
Julianów – wieś sołecka w Polsce położona w województwie mazowieckim, w powiecie piaseczyńskim, w gminie Piaseczno.
W latach 1975–1998 miejscowość należała administracyjnie do województwa warszawskiego.
Miejscowość powstała na bazie kolonizacji olęderskiej na początku XIX w.